# Gabriel Minadeo
Gabriel Minadeo (n. 1967) es un exjugador y entrenador de hockey sobre césped argentino.
Como jugador integró el seleccionado argentino en tres Juegos Olímpicos consecutivos (1988, 1992 y 1996), obteniendo diploma olímpico al salir 8.º en 1988. Jugó siempre para Banco Provincia, desde 1983 a 2003, año de su retiro como jugador.
Como entrenador, en 2005 sucedió a Sergio Vigil al frente de Las Leonas, la selección femenina de Argentina, desempeñándose hasta 2009. Durante su gestión, la selección obtuvo la medalla de bronce en los Juegos Olímpicos de Pekín 2008, un campeonato (2008) y un subcampeonato (2007) en el Champions Trophy, el tercer lugar en la Copa del Mundo en 2006, la medalla de oro en los Juegos Panamericanos de 2007, la Copa Panamericana en 2009 y dos campeonatos sudamericanos (2006 y 2008). En marzo de 2009, fue reemplazado por Carlos Retegui.
En octubre de 2015, volvió a dirigir a Las Leonas que obtuvieron la Liga Mundial disputada en la ciudad de Rosario, Argentina y en 2016 el Champions Trophy realizado en Londres, Inglaterra.